# Šindenkai
Šindenkai (心伝会) (angleško Shindenkai) ali I.S.K.A, je veja borilnih veščin. Principi temeljijo na tehnikah. Šindenkai je predstavil Hamid Soltani leta 2008. Trenutno je Hombo dojo v Hamburgu. Šindenkai je mešanica dveh japonskih besed; shinden pomeni predniki, kai pa pomeni unija in harmonija. Torej Šindenkai pomeni harmonija med staro in novo znanostjo. Tastil borilnih veščin je z veje kyokushin.

## Logo
Šindenkai logo je v obliki gore v krogu, to pomeni, da se morajo iskalci borilnih veščin boriti z vso svojo močjo proti svojim stiskam, da bi dosegli vrh gore. Na sredini manjšega kroga je pest, ki simbolizira enotnost in moč vseh iskalcev borilnih veščin.

## Tekmovanja
V tem segmentu borilnih veščin iskalci končajo v dveh oddelkih; Kata in Kumine. Kata udeleženci tekmujejo v 2 stilih praktičnosti in demonstracije. V Kumite oddelku udeleženci tekmujejo v 3 slogih; karate, kikboks in grappling.

## Sabaki
Instiktivno vsak človek reagira na katerokoli dejanje. Na primer, če se avto ali predmeti približa človeku, bo ta spremenil njegovo/njeno smer da bi se izognil trčenju. Ta naravna reakcija se imenuje sabaki. Seveda je ta reakcija pri vsakem človeku drugačna, odvisno od njegovega mentalnega in fizičnega stanja. Sabaki se uporablja v vsakodnevnem življenju v večini športih. V Šindenkaiu za doseganje končnih pogojev in izvedbe sabaki, izvajajo posebne treninge. Iskalci borilnih veščin izboljšujejo njihov odzivni čas v katerih koli situacijah. Potrebujejo posebne treninge v različnih situacijah, kar jim omogoči, da izboljšajo sposobnosti in so zmagovalni v različnih izzivih večino časa. Te treningi so ustvarjeni, da bi se izognili konfrontaciji ena na ena. Borec se z uporabo sabaki tehnike iz slabega položaja postavi v mrtvo točko. To je idealna pozicija za vse borce od vseh tehnik. Sabaki je ustanovil Hidejuki Ašihara leta 1980. Leta 1994 ga je v srednji vzhod pripeljal Hamid Soltani. Danes se v borilnih veščinah uporablja veliko sabaki tehnik.